# Гато (Бјела)
Гато је насеље у Италији у округу Бијела, региону Пијемонт.
Према процени из 2011. у насељу је живело 24 становника. Насеље се налази на надморској висини од 455 м.